# パラダイスビュー
『パラダイスビュー』は、高嶺剛監督による、復帰前の沖縄を舞台としたファンタジー映画。同監督初の劇映画であり、初のメジャー配給作品である。
当時若手実力派であった小林薫を主役に、当時サブカルチャー界のアイドルとして人気絶頂であった戸川純をフィーチャーし、脇役陣も細野晴臣をはじめとするミュージシャンたちで固めるという異色のキャスティングで、しかも全篇沖縄語、日本語字幕付きという日本映画としては過去に類を見ないスタイルでの公開が話題を呼んだ。
嘉手苅林昌、照屋林助といった沖縄音楽界の大御所を初めてスクリーンに登場させたことも特筆すべき点であり、他の脇役陣も沖縄芸能の大物たちが多数出演している。

## ストーリー
30歳のレイシューは失業中で、毎日実家で怠惰な日々を過ごしていた。ある日、彼に思いを寄せる村の手伝い女チルーは、レイシューのマブイ（魂）が犬に食べられてしまう夢を見る。
村には東京からイトーという植物学者が来ており、ナビーという娘との結婚話が進んでいた。ところがナビーはレイシューの子供を身篭っていることが判明する。村の人々は困惑するものの、毛遊びの場でのことであるので誰も彼を責めようとはしない。そんな矢先、レイシューの祖母が誤って米軍に射殺されてしまい、葬儀の席で故人を侮辱した弔問客を殴ったレイシューは警察に逮捕される。しかし、護送車は独立派ゲリラに乗っ取られ、逃げ出したレイシューはそのまま行方をくらましてしまう。

## 主なキャスト
- 小林薫：ゴヤ・レイシュー
- 戸川純：チルー
- 細野晴臣：イトー
- 小池玉緒：タカシップ・ナビー
- コンディション・グリーン・エディ：タカシップ・ミッチャー
- コンディション・グリーン・カッチャン（川満勝弘）：タカシップ・マチュー
- リリィ：ジュール
- 谷山洋子：ゴヤ・ビンダレー
- 平良トミ：ゴヤ・カマド
- 大宜見静子：ゴヤ・パーパー
- 平良進：良介
- 北村三郎：フィリピナース
- 宮里榮弘：サムレー
- 大宜見小太郎：村長
- 照屋林助：ハーヤー（歯医者）
- 嘉手苅林昌：ナービナクー（鍋修理屋）
- 間好子：タカシップ・モーシー
- 北島角子：カナー（チルーの母）
- 島正太郎：タルガニ（チルーの義父）
- 辺土名茶美：チョッチョイ
- 森田豊一：助役
- グレート宇野：アガダニースー

## 主なスタッフ
- 監督・脚本・美術：高嶺剛
- 助監督：山田強
- 撮影：としおかたかお
- 音楽：細野晴臣
- プロデューサー：阿南満三
- 製作・配給：ヒートゥバーンプロダクション